# 오서길
오서길(1988년 2월 7일 ~ )은 대한민국의 가수다. 2017년 정규 앨범 《풍차/산에들에》로 데뷔했다.

## 방송
- K트롯 서바이벌 골든마이크 (2019) - Top54
- 내일은 미스터트롯 (2020) - Top101
- 헬로트로트 (2021) - 우승

## 음반
- 풍차/산에들에 (2017)